# カイコノウジバエ
カイコノウジバエ はヤドリバエ科のハエの一種である。本種の学名を Blepharipa zebina とする場合もあるが、本項では Blepharipa sericarinae を本種のものとして採用する。

## 学名
本種にかんしては複数の学名、たとえば B. sericarinae と B. zebina の二通りの学名が知られている。後述するように、本種は寄主の食草上に産卵を行うのに対し、B. zebina は寄主幼虫の体に直接卵を産みつける種であることが知られており、前者と後者の学名はそれぞれ別種のものであると考えられる。嶌洪は B. sericarinae が本種の学名として適切なものであることを指摘しており、本項ではこれを踏襲することとした。

## 分布
日本（北海道、本州、四国、九州）のほか、台湾と中国から知られている。

## 害虫として
本種はカイコ Bombyx mori の幼虫に寄生する寄生蠅として知られており、養蚕業の害虫と見なされている。本種は古くから蠁蛆蠅と呼ばれており、本種の寄生によって発生するカイコの病気を蠁蛆（きょうそ）病と呼ぶ。
本種は土中にもぐった蛹の状態で越冬し、4、5月ごろに羽化、成虫が出現する。成虫はクワ属 Morus の植物の葉裏に産卵する。カイコの3齢以降の幼虫が、クワの葉とともに本種の卵をのみこむと、卵は寄主幼虫の消化管の中で孵化する。孵化した本種の幼虫は寄主の体腔にもぐりこみ、神経球に侵入、その後は気門の内側へと寄生して成長する。寄主幼虫が蛹化すると、本種の幼虫は繭に孔を開けて脱出する。このため、繭は製糸原料として不適になってしまう。きょうそ病に侵されたカイコ幼虫は、気門の周辺が黒ずむことで見分けることができる。
クワを食草とするカイコ以外の鱗翅類幼虫への寄生例も知られており、寄主としてクワコ、クワエダシャク（シャクガ科）のほか、クワゴマダラヒトリ（ヒトリガ科）などが記録されている。きょうそ病の対策として、本種の少ない場所のクワを用いることや卵・蛹の殺虫のほか、寄主となるほかの鱗翅類幼虫の防除も効果的とされる。

### 和文
- 石森直人「カイコノウジバエ（蠁蛆虫）の産卵植物」『日本蚕糸学雑誌』第18巻第2号、1949年、100–107頁。doi:10.11416/kontyushigen1930.18.100。
- 齋藤菊雄「蠁蛆蠅の羽化と氣温並に産卵習性に就て」『蠶絲學雜誌』第9巻第3号、1937年、183–194頁。
- 鈴木裕、宮谷秀明、小林貞『ハエ目 Diptera (PDF)』（レポート）〈丹沢大山総合調査学術報告書 丹沢大山動植物目録〉、2007年。
- 『養蚕』大日本蚕糸会 蚕業技術研究所、2010年。
- 『平成9年春蚕期に異常発生したカイコノウジバエによる蚕繭被害』（レポート）〈東北農業研究成果情報〉、農研機構、1997年。
- 「カイコノウジバエ」。コトバンクより2021年10月2日閲覧。

### 英文
- O'HARA, JAMES E.; SHIMA, HIROSHI; ZHANG, CHUNTIAN (2009). ANNOTATED CATALOGUE OF THE TACHINIDAE (INSECTA: DIPTERA) OF CHINA. 2190. pp. 1-236. doi:10.11646/zootaxa.2190.1.1.
- SHIMA, Hiroshi; HARA, Katsushi (2016). “Tachinidae (Insecta, Diptera) of Saitama Prefecture”. 九州総合博物館研究報告 Bulletin of the Kyushu University Museum (14):  1-36. doi:10.15017/1657804.
- Venkatachalapathy, Kanganahalli N.; Puttaraju, Hosagavi P. (2006). “An Analysis of Chromosomes in the Uzi Fly, Blepharipa zebina Walker (Diptera: Tachinidae) Using C- and Q-banding”. CYTOLOGIA 71 (2):  189-196. doi:10.1508/cytologia.71.189.